# گفتاوردهای آشنای بارتلت
گفتاوردهای آشنای بارتلت (انگلیسی: Bartlett's Familiar Quotations) کتاب مرجعی آمریکایی است که قدیمی‌ترین و پرفروش‌ترین مجموعهٔ گفتاورد‌ها و جملات قصار در دنیا به‌شمار می‌رود. بارتلت نخستین بار در سال ۱۸۵۵ چاپ شد و در سال ۲۰۱۲ چاپ هجدهم آن به بازار عرضه شد. مداخل کتاب، برخلاف بسیاری از مجموعه گفتاوردهای دیگر، بر اساس ترتیب زمانی نویسنده مرتب شده است.